# Casa con vista al río
Fue incluido en el Registro Nacional de Lugares Históricos en 1982. River View House es una casa histórica ubicada en Cornwall, en el condado de Orange, Nueva York. Construida entre 1850 y 1860, es una vivienda de dos plantas y cinco crujías. Presenta una crujía central saliente y refinados detalles de estilo italiano / gótico carpintero. La propiedad también cuenta con una cabaña.